# Cristóbal de Morales
Cristóbal de Morales (Sevilla, 1500 - Málaga o, según otros, Marchena, 1553) sacerdote católico español y maestro de capilla siendo el principal representante de la escuela polifonista andaluza y uno de los tres grandes, junto a Tomás Luis de Victoria y Francisco Guerrero, de la composición polifónica española del Renacimiento. Su música es vocal y sacra, con solo un par de excepciones. Es, probablemente, el mejor compositor español de toda la primera mitad del siglo XVI y su fama, que se extendió inmediatamente por Europa, pervivió durante los siglos siguientes.

## Biografía
Cristóbal de Morales se formó como niño cantor del coro de la Catedral de Sevilla, junto al poeta y maestro de capilla Pedro Fernández de Castilleja y al insigne Francisco de Peñalosa, importador de la técnica flamenca. Su segundo puesto profesional, en 1526, fue el de maestro de capilla de la catedral de Ávila. En 1529 pasó a la de Plasencia, donde desempeñó el cargo hasta 1532, mereciendo el reconocimiento del Cabildo por el esfuerzo dedicado a las tareas de enseñanza. No hay duda[cita requerida] de que Morales era un cantante notable y cuando viajó a Roma, el propio Paulo III se ocupó de hacerlo entrar en el coro papal, en el que permaneció hasta 1545; esta es al menos su propia versión. En la capilla papal Morales disfrutó del contacto con algunos de los más notables compositores del momento, miembros también del coro, como Costanzo Festa, Jacques Arcadelt o Nicolas Gombert junto al cual publicó muchas de sus obras en ediciones conjuntas.
En 1545, después de intentar sin éxito conseguir otro puesto en Italia, volvió a España, al quedar vacante el de maestro del coro de la catedral de Toledo. Allí sustituyó al dimisionario Andrés de Torrentes. La vida profesional de Morales en España se volvió difícil, a pesar del universal reconocimiento que ya entonces merecía su obra. Hallazgos recientes han confirmado que en los dos años que permaneció en Toledo, Morales continuó componiendo obras magníficas, aunque olvidadas, a la vez que se convertía en maestro (1545-46) de otro de los grandes de la época, Francisco Guerrero, entonces aún adolescente. Los últimos años los pasó Morales primero en Marchena, al servicio de Luis Ponce de León y Téllez-Girón,  Duque de Arcos, donde formó a Juan Navarro Hispalensis quién formará posteriormente a Tomás Luis de Victoria. Finalmente, en 1551, en Málaga, protagonizó una relación conflictiva con el cabildo de la catedral, de la que era maestro de capilla.
Hay evidencia de que tenía un carácter difícil, consciente de su excepcional talento, pero incapaz de llevarse bien con aquellos de menor habilidad musical. Hizo exigencias severas a los cantantes a sus órdenes, alienó a los empleadores, y probablemente fue visto como un arrogante. A pesar de ello, fue considerado como uno de los mejores compositores de Europa a mediados del siglo XVI.
El 4 de septiembre de 1553 pidió ser considerado para el puesto de maestro de capilla de la catedral de Toledo, donde había trabajado con anterioridad, pero murió poco después en Marchena; la fecha real no es conocida, pero fue antes del 7 de octubre.

## Obra e influencia

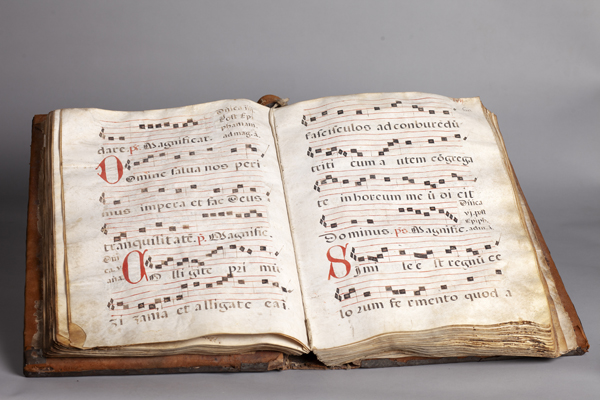
Cantoral de música polyfónica de Cristóbal de Morales (Museo Parroquial, Pastrana)

La obra de Morales ha sido juzgada por algunos autores como extranjerizante y ajena a la tradición española. En 1549 Juan Bermudo caracterizó su música como extranjera, y desde entonces nunca ha faltado quien resaltara la influencia de músicos como Josquin Des Prés y Johannes Ockeghem, introducida en España por Francisco de Peñalosa, maestro de capilla de Fernando el Católico. Felipe Pedrell y su amigo Francisco Asenjo Barbieri, a fines del siglo XIX (época de nacionalismo musical), reivindicaron la españolidad de Morales. Ciertamente no faltan pruebas de continuidad con la tradición y el espíritu de la música ibérica, como el que algunas de sus misas se basaran en melodías tradicionales españolas o su uso de la armonía. Otros[¿quién?] han usado argumentos menos tangibles, como un supuesto misticismo típicamente hispano, paralelo al de una Teresa de Jesús, que caracterizaría una obra cargada de “espiritualidad”. Morales se consagró como sacerdote en sus años de Toledo, y toda su obra es de tema sacro. 
Desde luego, Morales no es solo el heredero de una tradición o el precursor de otros, sino un músico dotado de un estilo propio con rasgos bien definidos, por ejemplo, su inventiva en materia de ritmo.
Cristóbal de Morales se ocupó antes que nadie, desde sus años en Roma, de la publicación de su obra, que alcanzó enorme difusión y popularidad. Sus partituras se convirtieron en la base para innumerables adaptaciones instrumentales, sobre todo para vihuela, teclado o arpa, que estuvieron entre las más populares para amenizar reuniones privadas. Algunas aparecen en repertorios como el de 1547 de Enríquez de Valderrábano, o el de 1557 de Luis Venegas de Henestrosa.
No se discute la influencia de Morales sobre la obra polifónica de los compositores cronológicamente siguientes. Se ha destacado la que tuvo sobre Palestrina, que actúa de puente con el muy posterior Tomás Luis de Victoria. Palestrina, por ejemplo, basó una de sus misas en el motete O sacrum convivium. El propio Guerrero resaltó con orgullo su deuda hacia Morales, del que declara que había aprendido lo suficiente como “... para poder emprender cualquier magisterio”.
Debe tenerse en cuenta que, de forma injusta, tanto la escuela italiana como la francesa, mayormente relacionados con la época cultural europea, trataron de restar méritos a las diversas obras polifónicas y religiosas de Cristóbal de Morales. Situación esta que con el tiempo ha quedado superada dado el alto valor composicional y conocimiento litúrgico del andaluz.[cita requerida]
Morales fue el primer compositor español de fama internacional. Sus obras se distribuyeron ampliamente por Europa, y muchas copias hicieron el viaje al Nuevo Mundo. Muchos escritores y teóricos musicales, siglos después de su muerte, consideran que su música está entre la más perfecta de la época.

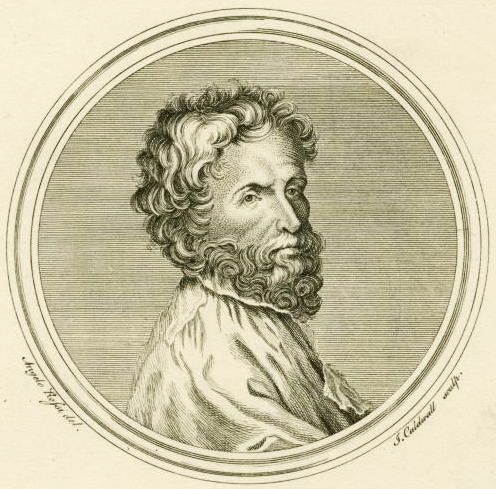
Cristóbal de Morales, por James Caldwall.

La obra musical reconocida y publicada de Morales, a falta aún de mucho esfuerzo de recopilación, se clasifica en:
- 22 misas a 4, 5 y 6 voces:
  - Missarum Liber primus (Roma, 1544)
    - Missa Aspice Domine 4v
    - Missa Ave Maris Stella 4v
    - Missa De Beata Virgine 4v
    - Missa L'homme armé 5v
    - Missa Mille regretz 6v
    - Missa Quaeramus cum pastoribus 5v
    - Missa Si bona suscepimus 6v
    - Missa Vulnerasti cor meum 4v

  - Missarum Liber secundus (Roma, 1544)
    - Missa Benedicta est Regina caelorum [= Missa Valenciana] 4v
    - Missa De Beata Virgine 5v
    - Missa Gaude Barbara 4v
    - Missa L'homme armé 4v
    - Missa Pro defunctis 5v
    - Missa Quem dicunt homines 5v
    - Missa Tu es vas electionis 4v

  - Otras:
    - Missa Caça
    - Missa Cortilla
    - Missa Desilde al caballero 4v
    - Missa Super Ut re mi fa sol la 4v
    - Missa Tristezas me matan 5v
    - Officium defunctorum 4v (ca. 1526–28)

- 81 motetes, como:
  - Ad tantae nativitatis
  - Andreas Christi famulus
  - Antequam comedam suspiro
  - Apostole Christi Jacobe
  - Asperges me, Domine
  - Ave, Domine Jesu Christe
  - Ave maris stella
  - Beati omnes qui timent Dominum
  - Circumdederunt me gemitus mortis
  - Clamabat autem mulier Chananea
  - Cum Natus Esset Jesus
  - Domine Deus, Agnus Dei
  - Ecce virgo concipiet
  - Emendemus in melius
  - Exaltata est sancta Dei Genetrix
  - Felix per omnes
  - Gaude et laetare Ferrariensis civitas
  - Gloria laus et honor
  - Et incarnus est
  - Immutemur habitu
  - In diebus illis
  - In illo tempore assumpsit Jesus Duodecim
  - In illo tempore cum turba plurima
  - In illo tempore. Stabant
  - Inclina Domine aurem tuam
  - Inter natos mulierum
  - Inter vestibulum et altare
  - Jam Christus astra ascenderat
  - Jubilate Deo omnis terra
  - Lamentabatur Jacob
  - Manus tuae Domine
  - Missus est Gabriel
  - Monstra te esse
  - Nova resultent gaudia
  - Nunc dimittis
  - O Crux, ave, spes unic
  - O sacrum convivium
  - Per tuam crucem
  - Puer natus est
  - Quanti mercenarii
  - Qui consolabatur me
  - Regina coeli a 4 voces
  - Regina coeli a 5 voces
  - Regina coeli a 6 voces
  - Sacris solemniis
  - Sacerdos et Pontifex
  - Salva nos, stella maris
  - Sancta Maria, succure miseris
  - Simile est regnum caelorum
  - Spem in alium numquam habui
  - Tu es Petrus
  - Urbs beata Jerusalem
  - Vae Babylon civitas magna
  - Veni, Domine, et noli tardare
  - Veni redemptor gentium
  - Verbum iniquum et dolosum
  - Versa est in luctum
  - Vidi aquam
  - Vigilate et orate

- 16 magníficats, como:
  - Magnificat Anima mea Primi toni
  - Magnificat Anima mea Secundi toni
  - Magnificat Anima mea Terti toni
  - Magnificat Anima mea Quarti toni
  - Magnificat Anima mea Quinti toni
  - Magnificat et exultauit Primi Toni
  - Magnificat et exultauit Secundi toni
  - Magnificat et exultauit Terti toni
  - Magnificat et exultauit Quarti toni
  - Magnificat et exultauit Quinti toni
- 11 himnos, como:
  - Ave Maria gratia plena
  - Ave Regina Caelorum
  - Salve Regina
- Cinco juegos de «lamentaciones».
- Algunas canciones y otras piezas profanas.

## Grabaciones
- Cristóbal de Morales, "Mille Regretz". Pere Lluís Biosca, Juan de la Rubia, Ensemble Cristóbal de Morales. CD Ficta DL L371-2025
- Cristóbal de Morales, "Ave Maris Stella". Pere Lluis Biosca, Juan de la Rubia, Ensemble Cristóbal de Morales. CD Ficta DL L130-2024
- Cristóbal de Morales, Messe Mille Regretz.  Victor Alonso, Concert de les Arts. CD Accord 204662.
- Cristóbal de Morales, Missa de Beata Virgine (a5). Collegium Vocale Gent, Philippe Herreweghe, 2009.
- Cristóbal de Morales, Missa de Beata Virgine. Ensemble Jachet de Mantoue. CD Calliope 9363.
- Cristóbal de Morales, Missa Mille regretz.  Paul McCreesh, Gabrieli Consort & Players. CD Archiv 474 228-2.
- Cristóbal de Morales, Missa Si bona suscepimus. The Tallis Scholars, Peter Phillips. Gimell CDGIM 033.
- Cristóbal de Morales, Missa Vulnerasti cor meum. – Canticum Canticorum. Orchestra of the Renaissance, Richard Cheetham, Michael Noone. Glossa cabinet GCD C81403.
- Cristóbal de Morales, Morales: Requiem. Paul McCreesh, Gabrieli Consort. CD Archiv 457 597-2
- Cristóbal de Morales, Morales en Toledo. Michael Noone, Ensemble Plus Ultra. GCD 922001
- Cristóbal de Morales, Office des Ténèbres. Denis Raisin-Dadre, Doulce Mémoire. Naïve E 8878
- Cristóbal de Morales, Officium defunctorum, Missa pro Defunctis]. La Capella Reial de Catalunya, Hespèrion XX, Jordi Savall. Naive ES 9926.
- Cristóbal de Morales, Officium (Parce mihi Domine). Jan Garbarek y the Hilliard Ensemble. ECM 1525